# Ava Cantrell
Ava Cantrell (San Diego, 19 de junho de 2001) é uma atriz e dançarina norte-americana. Mais conhecida por ter interpretado Penelópe Prichtard na série da Nickelodeon, A Família Hathaway. Em 2016 Ava interpretará a antagonista Diana, no filme de terror "Lights Out" produzido por James Wan.

## Biografia
Ava Cantrell nasceu em 19 de junho de 2001 em San Diego, Califórnia. Ela é uma premiada atriz e dançarina norte-americana. Seu papel de destaque foi a personagem Penelope Pritchard na série de comédia da Nickelodeon, A Família Hathaway na qual lhe rendeu um prêmio no Young Artist Award  Em 2016 Ava interpretará a versão jovem da antagonista Diana no filme de terror da New Line Cinema "Lights Out", dirigido por David F. Sandberg e produzido por James Wan. Ava também estrela como Amelia Voss no filme sci-fi independente "One Under the Sun". Ela atua   papel de uma menina doente em estado terminal de câncer, cuja mãe está em uma missão a Marte. Ava tem trabalhado com sucesso em Hollywood desde 2008 aparecendo em comerciais, vídeos musicais, filmes e televisão. Ava também está ativamente envolvida com muitas organizações de caridade como a "LA Mission" e centros de resgate de animais. Ela adora surfar nas praias de San Diego. Ava também é conhecida por "The Passing", "Cam Girls" e "Above 101".

## Filmografia
| Ano        | Título                | Papel              | Notas       |
| ---------- | --------------------- | ------------------ | ----------- |
| 2013-2015  | The Haunted Hathaways | Penelope Pritchard | 4 episódios |
| 2015       | Cam Girls             | Brooklyn           | 2 episódios |
| 2018       | Young Sheldon         | Molly              | 2 episódios |
| A anunciar | Drylands              | Maya Millicent     |             |
| A anunciar | Vote Taylor Thompson  | Taylor Thompson    |             |
| A anunciar | Crestmore             | Chelsea Miller     |             |

| Ano        | Título                             | Papel         | Notas          |
| ---------- | ---------------------------------- | ------------- | -------------- |
| 2010       | PALs                               | Ally          | Curta-metragem |
| 2012       | The Penelopes: Sally in the Galaxy | Sally         | Curta-metragem |
| 2012       | I Will Love                        | Emma          | Curta-metragem |
| 2012       | Expo                               | Darla         | Curta-metragem |
| 2012       | Cupcake                            | Eva           | Curta-metragem |
| 2013       | Then Thousand Hours                | Sam           | Curta-metragem |
| 2014       | Above the 101                      | Gabi          | Curta-metragem |
| 2014       | The Passing                        | Rachel        | Curta-metragem |
| 2014       | Exit 13                            | Alice         |                |
| 2015       | Not Safe for Work                  | Sunny Scout   | Curta-metragem |
| 2016       | Lights Out                         | Diana (jovem) |                |
| 2017       | One Under the Sun                  | Amelia Voss   |                |
| 2019       | The Detention Boyz                 | Grapefruit    | Diretora       |
| 2022       | 22                                 | Natalie       | Curta-metragem |
| A anunciar | Abigail                            | A anunciar    |                |

## Prêmios e indicações
| Ano  | Premiação                  | Categoria                                    | Trabalho              | Resultado |
| 2014 | Young Artist Awards        | Melhor Performance em uma série de televisão | The Haunted Hathaways | Venceu    |
| 2014 | Young Artist Awards        | Melhor Performance em uma Curta-metragem     | Above the 101         | Indicada  |
| 2015 | Web Series Festival Global | Melhor elenco                                | Cam Girls             | Venceu    |
| 2016 | Rome Web Awards, Online    | Melhor elenco                                | Cam Girls             | Venceu    |